# Joseph Tous y Soler
Joseph Tous y Soler (Igualada, 31 mars 1811 - Barcelone, 27 février 1871) est un frère mineur capucin, fondateur des Capucines de la Mère du Divin Pasteur, et reconnu bienheureux par l'Église catholique. Il est fêté le 27 mai.

## Biographie
Joseph Tous y Soler né le 31 mars 1811 à Igualada au sein d'une famille nombreuse profondément chrétienne. Il est le neuvième de douze enfants. À treize ans, il exprime sa vocation capucine et choisit de suivre le Christ comme François d'Assise.
Joseph fait sa profession solennelle le 19 février 1828 et ordonné prêtre à Barcelone le 24 mai 1834. L'année suivante, il est envoyé au couvent de Santa Madrona del Poble-sec (ca) mais après seulement deux mois, le 25 juillet 1835, l'atmosphère calme du couvent est troublé par une révolte.
Sous la régence de Marie-Christine de Bourbon-Siciles, le climat est très hostile à l'Église catholique, plusieurs émeutes anticléricales (es) se produisent en 1835, 
le chef du gouvernement José María Queipo de Llano fait supprimer plusieurs instituts religieux et exile les membres de ces communautés et Juan Álvarez Mendizábal, ministre du trésor dépossède l'église de ses biens par le désamortissement ecclésiastique.
Poussé par l'exil, Joseph part en Italie mais les longues marches mine sa santé, raison pour laquelle il se rend à Toulouse où il est aumônier des Bénédictines du Saint-Sacrement pendant sept ans. Là, il peut se consacrer à la contemplation et l'adoration de l'Eucharistie et au soutien spirituel des jeunes de l'internat.

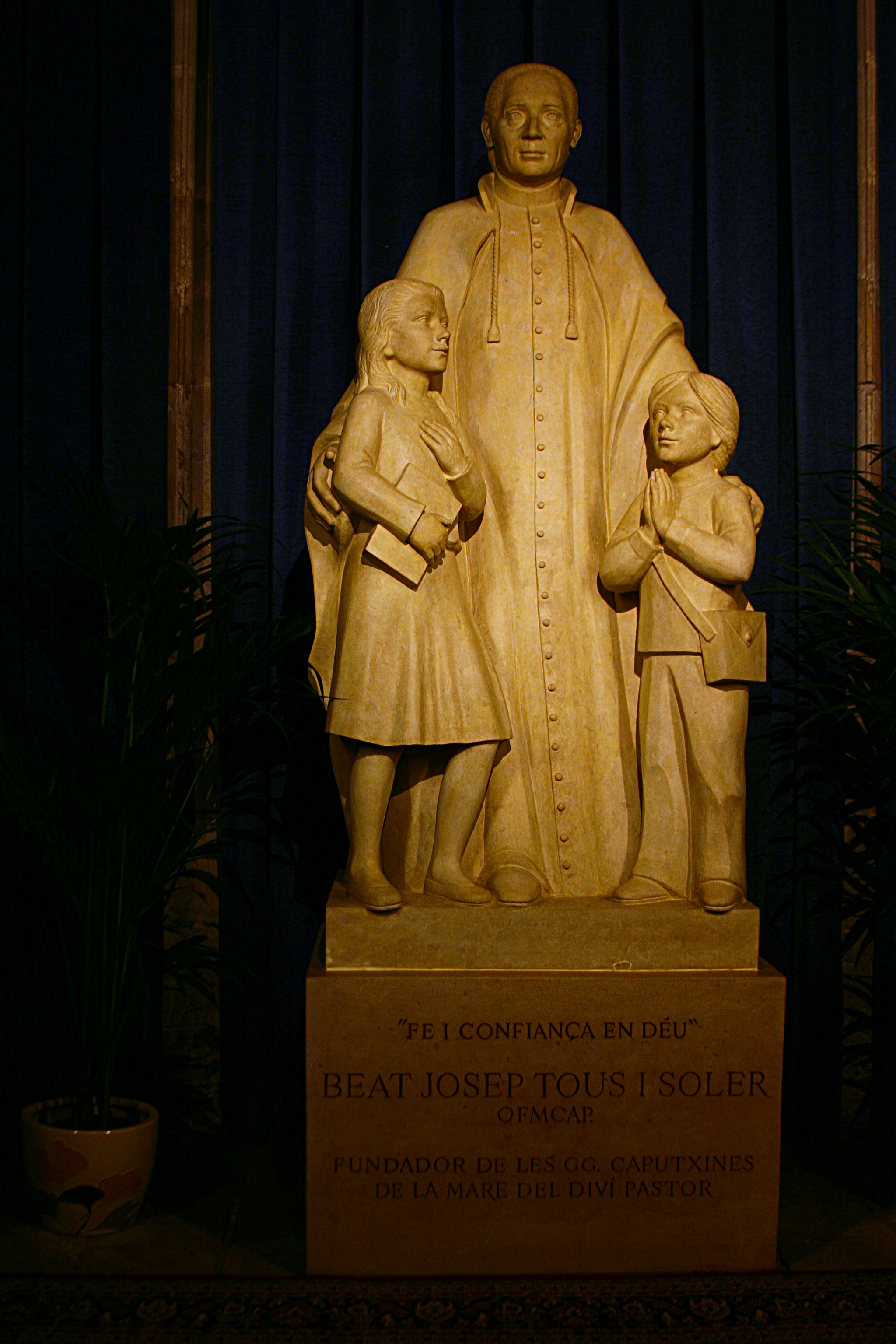
Statue à la cathédrale de Barcelone.

En 1843, la situation politique lui permet de revenir en Catalogne à condition de ne pas porter l'habit religieux et de ne pas vivre en communauté. Il vit avec ses parents tout en s'occupant de diverses paroisses et de direction spirituelle
Conseillé par le père Claret, qui voit les besoins de formation intellectuelle et spirituelle des jeunes sans ressources, il décide de remédier à la situation et fonde les capucines de la Mère du Divin Pasteur en 1850 à Ripoll avec les premières sœurs, Isabel Jubal, Marta Suñol y Remedio Palos. Les constitutions de la congrégation sont basées sur la Règle de Santa Clara et celles des Clarisses capucines de Maria Angela Astorch créant une congrégation de tertiaires capucines consacrée à une vie mixte de contemplation et d'action pour l'enseignement des jeunes. Il meurt le 27 février 1871 et repose dans la chapelle du collège des sœurs capucines de Barcelone.

## Béatification
Benoît XVI le déclare vénérable le 22 décembre 2008 et reconnaît le 19 décembre 2009 l'authenticité d'un miracle attribué à son intercession permettant la béatification qui est célébrée par le cardinal Tarcisio Bertone le 25 avril 2010 dans la basilique Sainte-Marie-de-la-Mer de Barcelone.

## Source
- (ca) Cet article est partiellement ou en totalité issu de l’article de Wikipédia en catalan intitulé « Josep Tous i Soler » (voir la liste des auteurs).